# Charlotte Angas Scott
Charlotte Angas Scott (Lincoln, 8 de juny 1858 – Cambridge, 10 de novembre de 1931), també coneguda com a Charlotte Scott, fou una matemàtica britànica que va fer la seua carrera als Estats Units i va influir en el desenvolupament de les matemàtiques americanes, incloent l'educació matemàtica de dones. Scott va tenir un paper important a Cambridge canviant les regles que discriminaven a les dones, pel seu famós examen final de Matemàtiques.

## Primers anys
Fou la segona de set germans fills de Caleb Scott, un capellà de l'Església congregacional, i Eliza Exely Scott. Educada al Girton College de Cambridge entre els anys 1876 i 1880 gràcies a una beca, llavors ella feu un Lectorat Resident en Matemàtiques fins 1884. En 1885 esdevingué la primera dona britànica en rebre un doctorat. Ella es va llicenciar en recerca amb Arthur Cayley a la Universitat de Cambridge, però Cambridge no va emetre graus per a dones fins 1948, Scott va rebre el seu BSc (1882) i D.Sc. (1885) de la Universitat de Londres.
Es va presentar a la copa de plata del torneig de dobles Girton i Newnham de Tennis sobre gespa en 1883.

## Passant l'examen final
En 1880, Scott va obtenir permís especial per fer l'Examen Final Matemàtic de Cambridge, mentre les dones normalment no ho tenien permès. Va quedar vuitena en l'examen final entre tots els estudiants que el feren, però per ser dona, el títol de "vuitena wrangler," un alt honor, va ser oficialment per a un estudiant de sexe masculí.
A la cerimònia, després que fora anunciat el setè wrangler, tots els estudiants presents van cridar el seu nom.
| « | L'home va llegir els noms i quan va arribar a la 'vuitena', abans que pogués dir el nom, els estudiants van cridar 'Scott de Girton', i l'animaren enormement, cridant el seu nom una vegada i una altra amb enormes aplaudiments i agitant de barrets | » |
| — contemporary report, "Charlotte Angas Scott (1858–1931)" in Women of Mathematics: A Biobibliographic Sourcebook | |   |

Com no va poder assistir a la cerimònia de lliurament de premis, Scott ho va celebrar en el Girton College, on hi va haver crits de joia i aplaudiments en el sopar, una cerimònia especial on els estudiants van cantar "Veure l'heroi conqueridor Ve", va rebre una oda escrita per un membre del personal, i va ser coronada amb llorers.
Després d'aquest incident es va permetre a les dones fer formalment l'examen i publicar els resultats de l'examen, tot i que per separat dels homes i, per tant, no s'incloïen en el rànquing. Les dones que obtenien la puntuació necessària també van rebre un certificat especial en lloc de la llicenciatura amb honors. El 1922, James Harkness va remarcar que l'assoliment d'Scott va marcar "el punt d'inflexió a Anglaterra des del feminisme teòric de Mill i altres, a l'educació pràctica i els avenços polítics de l'actualitat".

## Treball
Traslladar-se als Estats Units en 1885, es va convertir en un dels vuit professors fundadors i membre de l'Associació de Professors de Matemàtiques a Bryn Mawr College, i professora des de 1888 a 1917. Va ser la primera matemàtica en el Bryn Mawr College i la primera cap de departament. Durant aquest període va dirigir les tesis de doctorat de moltes dones matemàtiques pioneres. De fet, una de les nou dones que es doctoraren en matemàtiques al segle xix, tres van estudiar amb Scott.
La seua especialitat matemàtica va ser l'estudi de les corbes algebraiques específiques de grau superior a dos. El seu llibre An Introductory Account of Certain Modern Ideas and Methods in Plane Analytical Geometry va ser publicat en 1894 i reimprès trenta anys més tard. Scott va ser una de les primeres escriptores de llibres de text en anglès sent "perfectament conscient" de la "distinció entre un principi general i un exemple particular". Ella va tenir un paper important en la transició al costum del segle XX de les proves matemàtiques abstractes.
En 1891 es va convertir en la primera dona a unir-se a la Societat Matemàtica de Nova York, que més tard es convertiria en la Societat Americana de Matemàtiques. Ella va exercir com la primera dona en el primer Consell de la Societat Americana de Matemàtiques el 1894, i va rebre un aclamat reconeixement de la Societat en 1896. També se li atribueix ser l'autora del primer treball de recerca matemàtica escrita en els EUA amb un ampli reconeixement a Europa, "Una prova del Teorema Fonamental de Noether". El 1906 de Scott va exercir com a vice-Presidenta de la Societat Americana de Matemàtiques.

## Dones en matemàtiques
Scott manté l'opinió que el conservadorisme personal era un requisit per a promoure la igualtat educativa i política de les dones. Ella desaprovava el tabaquisme i el maquillatge, però es va fer un bob (controvertit pentinat curt, fins i tot en la dècada de 1920) abans de traslladar-se a Bryn Mawr. Aquesta visió també es va implantar als inicis a la comunitat del Girton College, perquè a Cambridge les dones no acompanyades es podien llançar a l'Spinning House, una presó especial per a les prostitutes i presumptes prostitutes.
Ella era una ferma defensora del rigor en les classes de les dones, escrivint en una carta al President de Bryn Mawr el Sr. Carey Thomas:
| «                               | El que més em molesta i decep en l'actualitat és trobar que les activitats intel·lectuals han de ser "aigualides" perquè siguen adequades a les dones, i que hi haja un estàndard més baix a la universitat per a la dona que per a un home. Espere que qualsevol altre membres de la facultat no tinga el mateix sentiment; igual que (gairebé) tots els homes que he conegut, sens dubte, tenen una actitud tolerant, mig divertida i mig amable, en tota la qüestió; fins i tot on els homes estan disposats a ajudar en l'educació de les dones, és amb una reserva interior de condescendència. | » |
| — Charlotte Scott, Scott Papers | |   |

La paraula "gairebé" escrita en lletres petites per sobre de la letra manuscrita.

## Vida adulta
El 1906 de Scott va desenvolupar un cas agut d'artritis reumatoide, que juntament amb la seua creixent sordesa, va interrompre la seva feina. Va rebre consell mèdic per a realitzar exercici a l'aire lliure, llavors Scott va començar a practicar la jardineria i va desenvolupar una nova soca del crisantem. Es va retirar el 1924, però es va quedar un any més a Bryn Mawr per ajudar a la seua setena estudiant de doctorat a completar la seua tesi abans que tornara a i s'instal·lara a Cambridge.
Va morir el 10 de novembre de 1931 i fou soterrada al Cementeri Parroquial de l'Ascensió a Cambridge; D'acord amb LJ Slater en A Walk Around The Ascension Parish Burial Ground, (cita) "Ara caminem fins a la porta de la capella i fem una ullada a la tomba 4C52, que és a una vora en la segona fila a la dreta. Hi ha un desplaçament d'aquesta tomba d'Eliza Nevin a Charlotte Angus Scott, que va entrar en Girton college el 1876 i es va convertir en una Wrangler en l'examen final de Matemàtiques de 1880. " Charlotte Scott està enterrada en la tomba de la seua cosina Eliza Nevin.

## Publicacions
- Scott, Charlotte A. An Introductory Account of Certain Modern Ideas and Methods in Plane Analytical Geometry.  Macmillan, 1894.